# Argusvis
De argusvis (Scatophagus argus) is een gekleurde, zijdelings sterk afgeplatte vis met donkere onregelmatige vlekken ("Argusogen") op de flanken. De argusvis behoort met nog vijf ander soorten tot de familie Scatophagidae.
Deze tot 30 cm grote vissen leven in de kustwateren van de Indische Oceaan tot aan Australië, vooral in havens en in de nabijheid van menselijke nederzettingen, waar de dieren zich voeden met afval dat uit afvoerpijpen en riolen komt (vandaar de naam Scato-phagus = eter van uitwerpselen). Voor de voortplanting dringen deze vissen het brakke water van riviermondingen en mangroven binnen, zodat de jonge dieren ook in zoetwater kunnen gedijen. Door deze eigenschap worden zij weleens als aquariumvis gehouden, ondanks dat zoetwater ongeschikt is om de volwassen vissen in te huisvesten. Dit leidt vaak tot problemen.